# Давила, Виктор
Ви́ктор Алеха́ндро Да́вила Сава́ла (исп. Víctor Alejandro Dávila Zavala; род. 4 ноября 1997[…], Икике) — чилийский футболист, центральный нападающий клуба «Америка» и сборной Чили.

## Клубная карьера
Давила — воспитанник клуба «Уачипато». 22 ноября 2014 года в матче против «Унион Эспаньола» он дебютировал в чилийской Примере. 1 октября 2016 года в поединке против «Универсидад Католика» забил свой первый гол за «Уачипато». Летом 2017 года Давила перешёл в мексиканскую «Некаксу». 29 октября в матче против Лобос БУАП дебютировал в мексиканской Примере. 18 февраля 2018 года в поединке против «Монтеррея» забил свой первый гол за «Некаксу». В том же году он завоевал Кубок Мексики.
В начале 2019 года Давила перешёл в «Пачуку». 6 января в матче против «Монтеррея» дебютировал за новую команду. 10 февраля в поединке против «Атлетико Морелия» забил свой первый гол за «Пачуку».
В начале 2021 года Давила подписал контракт с клубом «Леон», дебютировал 10 января в матче против УАНЛ Тигрес. 2 февраля в поединке против «Атлетико Сан-Луис» забил свой первый гол за «Леон». В своём дебютном сезоне помог клубу завоевать Кубок лиг, забив гол в ворота американского «Спортинг Канзас-Сити». 7 ноября в поединке против своего бывшего клуба «Некакса» Давила сделал хет-трик. В 2023 году помог команде завоевать Кубок чемпионов КОНКАКАФ, забив три гола в матчах против «УАНЛ Тигрес» и гаитянского «Виолетте».
21 августа 2023 года Давила перешел в «ЦСКА» (Москва). Подписал контракт до 2027 года с опцией продления ещё на один год. 25 августа в матче против «Оренбурга» он дебютировал в чемпионате России. 30 сентября Виктор забил свой первый гол за «ЦСКА» в ворота «Балтики». 3 апреля 2024 года в первом матче Пути РПЛ против «Балтики» (0:1) забил победный гол в падении через себя.
15 сентября 2024 года перешёл в мексиканскую «Америку».

## Международная карьера
В 2017 года Давила в составе молодёжной сборной Чили принял участие в молодёжном чемпионате Южной Америки в Эквадоре. На турнире он сыграл в матчах против команд Колумбии, Парагвая, Эквадора и Бразилии.
13 октября 2018 года в товарищеском матче против сборной Перу Давила дебютировал за сборную Чили.
22 марта 2024 года в товарищеском матче против сборной Албании (0:3) забил дебютный гол за сборную Чили. 12 июня 2024 года в товарищеском матче против сборной Парагвая (3:0) оформил первый дубль за сборную.

## Статистика
| Выступление      | Выступление      | Выступление      | Лига | Лига | Кубок | Кубок | Меж. кубок | Меж. кубок | Другое | Другое | Итого | Итого |
| Клуб             | Лига             | Сезон            | Игры | Голы | Игры  | Голы  | Игры       | Голы       | Игры   | Голы   | Игры  | Голы  |
| ---------------- | ---------------- | ---------------- | ---- | ---- | ----- | ----- | ---------- | ---------- | ------ | ------ | ----- | ----- |
| Уачипато         | Примера          | 2014/15          | 1    | 0    | 3     | 0     | —          | —          | —      | —      | 4     | 0     |
| Уачипато         | Примера          | 2015/16          | 9    | 0    | 8     | 2     | —          | —          | —      | —      | 17    | 2     |
| Уачипато         | Примера          | 2016/17          | 16   | 1    | 4     | 0     | —          | —          | —      | —      | 20    | 1     |
| Уачипато         | Итого            | Итого            | 26   | 1    | 15    | 2     | —          | —          | —      | —      | 41    | 3     |
| Некакса          | Лиги МХ          | 2017/18          | 16   | 4    | 9     | 3     | —          | —          | —      | —      | 25    | 7     |
| Некакса          | Лиги МХ          | 2018/19          | 16   | 6    | —     | —     | —          | —          | 1      | 0      | 17    | 6     |
| Некакса          | Итого            | Итого            | 32   | 10   | 9     | 3     | —          | —          | —      | —      | 41    | 13    |
| Пачука           | Лиги МХ          | 2018/19          | 9    | 1    | 4     | 0     | —          | —          | —      | —      | 13    | 1     |
| Пачука           | Лиги МХ          | 2019/20          | 20   | 1    | 5     | 2     | —          | —          | —      | —      | 25    | 3     |
| Пачука           | Лиги МХ          | 2020/21          | 18   | 5    | —     | —     | —          | —          | —      | —      | 18    | 5     |
| Пачука           | Итого            | Итого            | 47   | 7    | 9     | 2     | —          | —          | —      | —      | 56    | 9     |
| Леон             | Лиги МХ          | 2020/21          | 16   | 7    | —     | —     | —          | —          | —      | —      | 16    | 7     |
| Леон             | Лиги МХ          | 2021/22          | 38   | 12   | —     | —     | 5          | 1          | —      | —      | 43    | 13    |
| Леон             | Лиги МХ          | 2022/23          | 32   | 10   | —     | —     | 4          | 0          | —      | —      | 36    | 10    |
| Леон             | Лиги МХ          | 2023/24          | 3    | 0    | —     | —     | 8          | 3          | —      | —      | 11    | 3     |
| Леон             | Итого            | Итого            | 89   | 29   | —     | —     | 17         | 4          | —      | —      | 106   | 33    |
| ЦСКА (Москва)    | Премьер-лига     | 2023/24          | 23   | 5    | 9     | 1     | —          | —          | —      | —      | 32    | 6     |
| ЦСКА (Москва)    | Премьер-лига     | 2024/25          | 4    | 0    | 2     | 0     | —          | —          | —      | —      | 6     | 0     |
| ЦСКА (Москва)    | Итого            | Итого            | 27   | 5    | 11    | 1     | —          | —          | —      | —      | 38    | 6     |
| Америка          | Лиги МХ          | 2024/25          | 0    | 0    | 0     | 0     | 0          | 0          | —      | —      | 0     | 0     |
| Америка          | Итого            | Итого            | 0    | 0    | 0     | 0     | 0          | 0          | 0      | 0      | 0     | 0     |
| Всего за карьеру | Всего за карьеру | Всего за карьеру | 221  | 52   | 44    | 8     | 17         | 4          | 1      | 0      | 283   | 64    |

1. ↑  Кубок Чили, Кубок Мексики, Кубок России
2. ↑  Лига чемпионов КОНКАКАФ, Кубок лиг
3. ↑  Суперкубок Мексики

### Матчи за сборную
| Матчи Виктора Давилы за сборную Чили | Матчи Виктора Давилы за сборную Чили | Матчи Виктора Давилы за сборную Чили | Матчи Виктора Давилы за сборную Чили | Матчи Виктора Давилы за сборную Чили | Матчи Виктора Давилы за сборную Чили |
| №                                    | Дата                                 | Соперник                             | Счёт                                 | Голы                                 | Турнир                               |
| ------------------------------------ | ------------------------------------ | ------------------------------------ | ------------------------------------ | ------------------------------------ | ------------------------------------ |
| 1                                    | 12 декабря 2018                      | Перу                                 | 0:3                                  | —                                    | Товарищеский матч                    |
| 2                                    | 8 октября 2020                       | Уругвай                              | 1:2                                  | —                                    | Отборочный турнир ЧМ-2022            |
| 3                                    | 11 июня 2023                         | Куба                                 | 3:0                                  | —                                    | Товарищеский матч                    |
| 4                                    | 16 июня 2023                         | Доминиканская Республика             | 5:0                                  | —                                    | Товарищеский матч                    |
| 5                                    | 18 октября 2023                      | Венесуэла                            | 0:3                                  | —                                    | Отборочный турнир ЧМ-2026            |
| 6                                    | 17 ноября 2023                       | Парагвай                             | 0:0                                  | —                                    | Отборочный турнир ЧМ-2026            |
| 7                                    | 22 ноября 2023                       | Эквадор                              | 0:1                                  | —                                    | Отборочный турнир ЧМ-2026            |
| 8                                    | 22 марта 2024                        | Албания                              | 0:3                                  | 90+2′                                | Товарищеский матч                    |
| 9                                    | 26 марта 2024                        | Франция                              | 3:2                                  | —                                    | Товарищеский матч                    |
| 10                                   | 12 июня 2024                         | Парагвай                             | 3:0                                  | 17′, 37′                             | Товарищеский матч                    |
| 11                                   | 22 июня 2024                         | Перу                                 | 0:0                                  | —                                    | Кубок Америки 2024                   |
| 12                                   | 26 июня 2024                         | Аргентина                            | 0:1                                  | —                                    | Кубок Америки 2024                   |
| 13                                   | 30 июня 2024                         | Канада                               | 0:0                                  | —                                    | Кубок Америки 2024                   |

Итого: 13 матчей / 3 гола; 4 победы, 3 ничья, 6 поражений.

## Достижения
Клубные
«Некакса»
- Обладатель Кубка Мексики: 2018
- Обладатель Суперкубка Мексики: 2018

«Леон»
- Обладатель Кубка лиг: 2021
- Победитель Лиги чемпионов КОНКАКАФ: 2023